# Via Latina

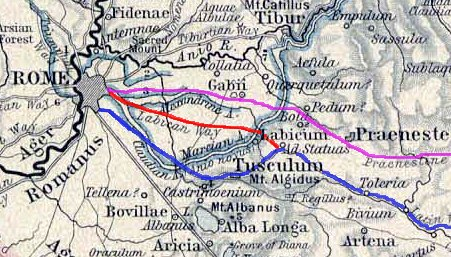
Via Latina (modrá), Via Labicana (červená) a Via Praeneste (fialová

Je jednou z nejstarších římských silnic. Byla postavena v 5. nebo 4. století př. n. l. Město Řím opouštěla přes bránu Porta Latina a vedla 147 římských mil (218 km) jihovýchodně přes území Latinů do města Capua přes města Anagni, Ferentinum a Frosinone. Ve městě Capua se Via Latina napojovala na Via Appia. Podél silnice leží velké množství římských ruin, mezi nimi i zrestaurovaná svatyně Valeriů a rodiny Barberini.
Via Latina je současnosti integrována do italské silniční sítě jako Via Casilina (SS 6).